# Баэс, Джон
Джон Карлос Баэс (англ. John Carlos Baez; род. 12 июня 1961 года) — американский физик и математик. Профессор Калифорнийского университета в Риверсайде. Один из теоретиков петлевой квантовой гравитации. Совместно с Дж. Дуланом сформулировал гипотезу кобордизма. Известен также как один из популярных научных блогеров. Двоюродный брат певицы Джоан Баэз.